# Pitcairn OP-1
Le Pitcairn OP-1, désigné PCA-2 par son constructeur, fut le premier aéronef à voilure tournante à avoir été évalué sérieusement par une des forces aériennes majeures mondiales. L'engin n'était ni un avion, ni un hélicoptère, mais un autogire.
Ce modèle, conçu par le constructeur américain Pitcairn au début des années 1930, ne fut toutefois jamais produit en série pour équiper l'armée américaine.

## Conception et développement
La Pitcairn-Cierva Autogiro Company (en), établie par Harold Frederick Pitcairn (en), conçut le PCA-2, basé sur les « autogires » de Juan de la Cierva.
Le résultat de ces travaux possédait les caractéristiques standard d'un avion normal, avec son fuselage, son moteur et un empennage classiques. Toutefois, l'engin possédait des ailes courtes, avec une partie relevée à leur extrémité. Au-dessus du cockpit était installé un rotor de grandes dimensions, constitué de trois pales. Le moteur présent à bord, un 9 cylindres en étoile Wright R-975 Whirlwind (en) de 300 ch (220 kW), entraînait une hélice classique bipale en bois à pas fixe installée à l'avant de l'avion, assurant la propulsion de celui-ci sur le plan horizontal. Il était cependant possible d'engrener le rotor principal de l'appareil, mais seulement pendant le décollage et l'atterrissage ; Pendant le vol de croisière, la mise en rotation du rotor principal n'était assurée que par le vent relatif créé par le mouvement horizontal de l'aéronef (autorotation), et aucune puissance n'était prélevée sur le moteur. Une vitesse horizontale minimale de 48 km/h était nécessaire pour maintenir l'appareil en vol. De ce fait, dans des conditions de vents modérés, l'appareil pouvait avoir un comportement ressemblant à celui d'un hélicoptère, bien que, de par son principe de fonctionnement, ce type d'appareils ne puisse normalement pas effectuer un réel vol stationnaire.
L'autogire de Pitcairn fut évalué pour la première fois par les militaires américains au cours des années 1930. En 1931, l'US Navy testa deux prototypes, désignés XOP-1. Un de ces deux appareils fut testé avec le porte-avions USS Langley (CV-1) — le premier porte-avions de la marine américaine —, le 23 septembre 1931. L'unique Pitcairn à connaître le service opérationnel le fit au Nicaragua avec l'US Marine Corps, à partir de juin 1932. Cette courte mission mena au rejet de l'OP-1.

## PitcairnOP-2
En 1935, l'US Navy acquit un autogire Pitcairn PA-34, qu'elle redésigna OP-2. Le PA-34 n'était pas un simple PCA-2 auquel on aurait retiré les ailes, mais un concept séparé, incorporant un rotor principal à trois pales et ne possédant pas d'ailes, très proche du PA-33/YG-2 de l'US Army.

## Histoire opérationnelle

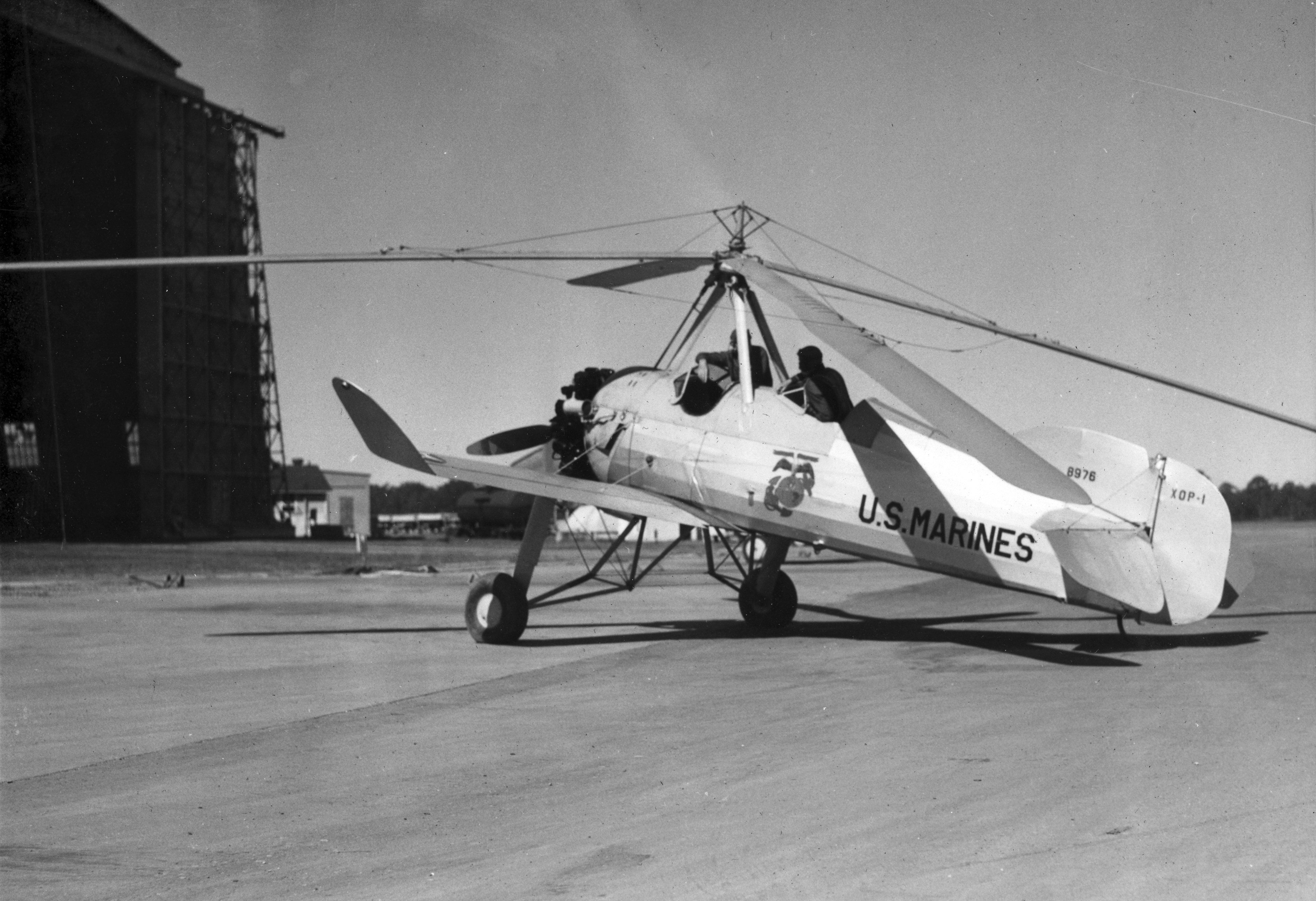
Un Pitcairn OP-1 de l'US Marine Corps.

Seul l'OP-1 connut le service opérationnel. Un autogire, affecté au Marine Observation Squadron Six (VJ-6M) de l'US Marine Corps (USMC), fut envoyé au Nicaragua en juin 1932. L'autogire devrait assurer des missions de police au-dessus des montagnes et jungles infestées de rebelles du pays. Alors que l'appareil se comportait bien, il fut toutefois sérieusement entravé dans sa mission par son autonomie limitée. De plus, une fois l'équipage installé à bord, il n'était possible d'ajouter que 25 kg de charge supplémentaire. L'historien de l'USMC Robert Debs Heinl, Jr. raconta l'histoire de l'autogire en disant de lui qu'il était « un truc exaspérant » (« an exasperating contraption »).

## Utilisateurs
- États-Unis :
  - United States Navy : Pour évaluations.
  - United States Marine Corps :
    - Marine Observation Squadron 6 (en) (VJ-6M).

## Caractéristiques (OP-1)
Données de Aerofiles
Caractéristiques générales
- Équipage : 2 membres
- Longueur : 7,04 m
- Envergure : 
• Ailes : 9,1 m
• Diamètre rotor : 14 m
- Surface alaire : Disque rotor : 153,94 m2
- Profil : NACA M-3 modifié
- Masse à vide : 919 kg
- Masse typique : 1 387 kg
- Moteur : 1   moteur à 9 cylindres en étoile refroidis par air Wright R-975 Whirlwind (en) de 300 ch (220 kW)

 Performances 
- Vitesse maximale : 185 km/h
- Vitesse de croisière : 158 km/h
- Distance franchissable : 467 km/h
- Rapport poids-puissance : 3,09 kg/ch